# 栗山康彦
栗山 康彦（くりやま やすひこ、1954年（昭和29年）12月25日 - ）は、日本の政治家、実業家。岡山県浅口市長（4期）。元岡山県議会議員（1期）。

## 来歴
父で元自由民主党の岡山県議会議員、栗山好幸の引退により2003年の県議選に自民党公認として浅口郡選挙区（定数2）より出馬、初当選。任期半ばの2006年に浅口市が発足し、また県議会の定数見直しで浅口市・浅口郡選挙区の定数が1減のため同じ自民党の古山泰生に譲る形で引退し、浅口市長選挙に立候補したものの民主党推薦の旧鴨方町長田主智彦に敗れた。
落選後、岡山政経塾に2年間入塾し卒塾後の2010年4月、浅口市長選に再挑戦し菅直人の義兄で対立候補の姫井茂を破り当選した。2014年の市長選で無投票再選。2018年の市長選で3選。2022年の市長選で4選。

## 略歴
- 1954年 - 岡山県浅口郡鴨方町に生まれる。六条院小学校、金光学園中学校・高等学校を経て千葉商科大学商経学部卒業。
- 1979年 - 栗山精麦に入社。
- 2003年 - 自民党公認として岡山県議選に浅口郡選挙区から出馬し当選。
- 2005年 - 2006年3月に発足する浅口市の市長選に出馬するため県議を辞職。
- 2006年 - 市長選に無所属で出馬し落選。
- 2010年 - 市長選に無所属で出馬し当選[2]。
- 2014年 - 市長に無投票で再選。
- 2018年 - 市長に3選。
- 2022年 - 市長に4選。

## 活動
県議時代には自民党岡山県議団の政友会に所属していた。市長として市営バスの運行などを行った。